# Abeokuta
Abeokuta és la ciutat més gran i la capital de l'estat d'Ogun, al sud-oest de Nigèria. Està situada a 7° 9′ 39″ N, 3° 20′ 54″ E / 7.16083°N,3.34833°E, a la vall del riu Ogun. Està a 64 milles al nord de Lagos amb el ferrocarril i a 81 milles a través de l'aigua. El 2005, Abeokuta tenia 593.140 habitants.

## Geografia i agricultura

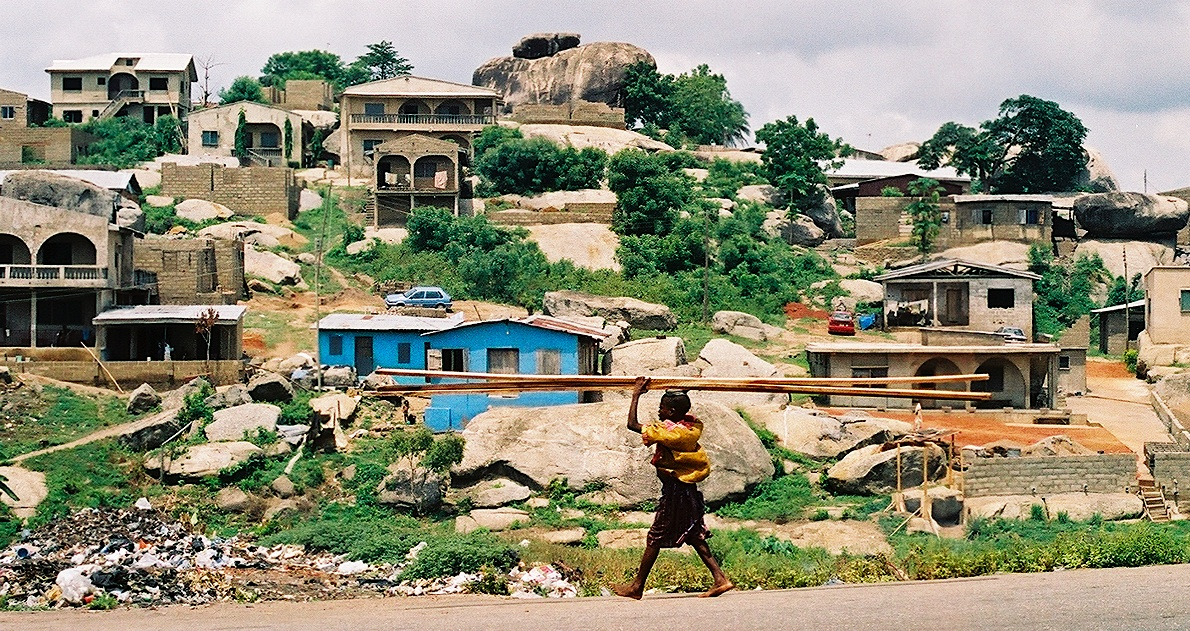
Carrer d'Abeokuta

Abeokuta està en un terreny fèrtil, la superfície del qual està trencat per masses de granit gris. S'estén per una zona extensa i està envoltada per uns murs de fang de 18 milles d'extensió. Està a sota d'Olumo Rock, a on hi ha moltes coves i ermites.
Es produeix per al comerç oli de palma, fusta, cautxú, nyam i mantega de karité.
La ciutat depèn administrativament del Dam, del riu Oyan, per al seu accés a l'aigua.

## Història
El 1825, es van assentar els primers pobladors a la zona d'Abeokuta (que significa "sota les roques". Era un lloc a on es refugiaven dels caçaesclaus de Dahomey i d'Ibadan. Les poblacions dels poblats fugien des de les zones obertes per a refugiar-se a les coves i roques del voltant de la ciutat actual. Aquí van formar una confederació lliure de molts grups ètnics diferents, cadascun dels quals preservava els seus costums tradicionals i els seus ritus religiosos, així com els noms de les seves poblacions originals.
El poble Egba fou el primer que s'hi va assentar. Posteriorment, alguns clans iorubes també s'hi assentaren. Al segle xix, van arribar a la regió missioners baptistes i anglicans.
Entre el 1851 les forces d'Abeokuta, parapetats a les seves muralles, van vèncer les del regne de Dahomey (que eren caçadors d'esclaus, però no atacaven Abeokuta per això sinó per un conflicte fronterer i pels atacs d'Abeokuta al regne d'Ado, aliat de Dahomey). i nous atacs van ser evitats en extremis fins a 1864. El 1854 el cap principal dels diversos caps egbes que governaven a Abeokuta, va ser nomenat "Alake" una mena de rei o autoritat màxima (a proposta de Townsend, el resident de la Church Missionary Society), si bé el seu poder sobre els altres caps era limitat. La ciutat d'Aibo a uns 30 km al nord-est d'Abekouta, fou el darrer lloc d'oposició a l'absorció de les ciutats centrals dels egbes (Egbaland) dins el poder d'Abeokuta. Finalment Dahomey va fer un segon atac a Abeokuta el març de 1864, però com el primer de 1851, fou rebutjat.
El 1893, el Govern Unit Egba, que tenia la seva seu a Abeokuta, fou reconegut pel Regne Unit. El 1914, la ciutat va passar a formar part de la colònia britànica de Nigèria.
Vegeu: "Regne d'Abeokuta"

## Personalitats notables
- El cap Olufusibi Coker (conegut com a Aderupoko) (nascut abans del segle xviii), fou el primer Oluwo d'Itesi Abeokuta. Va esdevenir un comerciant i granger pròsper. Era un filantrop.

- Moses A. Majekodunmi, senador (1960), ministre de Sanitat (1961-66), Administració de la Regió Occidental de Nigèria, 1962.
- El cap Michael Augustus Oluwole Pearse, periodista.
- Moshood Kashimawo Olawale Abiola, polític.
- Olusegun Obasanjo, president de Nigèria, entre el 1999 i el 2007.
- Funmilayo Ransome-Kuti, activista pels drets de les dones.
- Fela Sowande, compositor.
- Wole Soyinka, escriptor, guanyador del premi Nobel de literatura.
- Olikoye Ransome-Kuti, professor de pediatria, Ministre de Sanitat.
- Amos Tutuola, autor de The Palm-Wine Drinkard.
- Fela Kuti, nigerià famós, músic i activista polític.
- Ernest Shonekan, home de negocis i cap del govern interí de Nigèria durant quatre mesos, el 1993.
- Jimi Solanke, actor, guionista.